# 音尾琢真のアタックヤング
音尾琢真のアタックヤング（おとおたくまのアタックヤング）は、2006年4月7日から2011年4月1日までSTVラジオで放送されていたラジオ番組。『アタックヤング』の金曜日版で、パーソナリティは音尾琢真（TEAM NACS）。
本項では前身となる『音尾琢真のアタヤンPUSH!』（2002年10月4日 - 2006年3月31日）についても記述する。

## 沿革
- 2002年10月4日「音尾琢真のアタヤンPUSH!」放送開始。
- 2006年4月7日「アタヤンPUSH!」が「アタックヤング」に番組名が戻ることにより、現番組名に変更。

## 放送時間
- 毎週金曜日24:00～24:50（土曜日0:00～0:50）

## 備考
- アタックヤングシリーズの金曜日担当者としてはKAN（1990年10月～1999年9月・9年間）に次いで2番目に長い。
- 番組内では「札幌のアラン・ドロン」と名乗っている。

## コーナー

### 宝の持ち腐れ
- 放送中で毎週レアな物を紹介し、リスナーがそれをどのように使うかを送り、音尾が一番いいと思った使い方を送ったリスナーにそのものをプレゼントするという企画。
  - 2006年5月5日～

## ゲスト

### 2006年
- 8月11日 布施明
- 9月15日 永野宗典
- 9月22日 岩尾亮
- 10月20日 諏訪雅、永野宗典、石田剛太、土佐和成
- 12月22日 福島カツシゲ